# Derby calcistici in Svezia
Ci sono diversi derby nell'Allsvenskan e nelle divisioni inferiori della piramide calcistica svedese.
La maggior parte dei derby in campionato esiste per ragioni geografiche, come la maggior parte dei campionati del mondo.
Come il Superclasico spagnolo e la rivalità Liverpool-Manchester, anche alcuni derby si svolgono tra club di due città in diverse parti del paese, la maggior parte dei quali coinvolge una delle tre grandi squadre con sede a Stoccolma opposta all'IFK Göteborg o al Malmö FF.

## Derby cittadini

### Stoccolma
- AIK-Djurgården

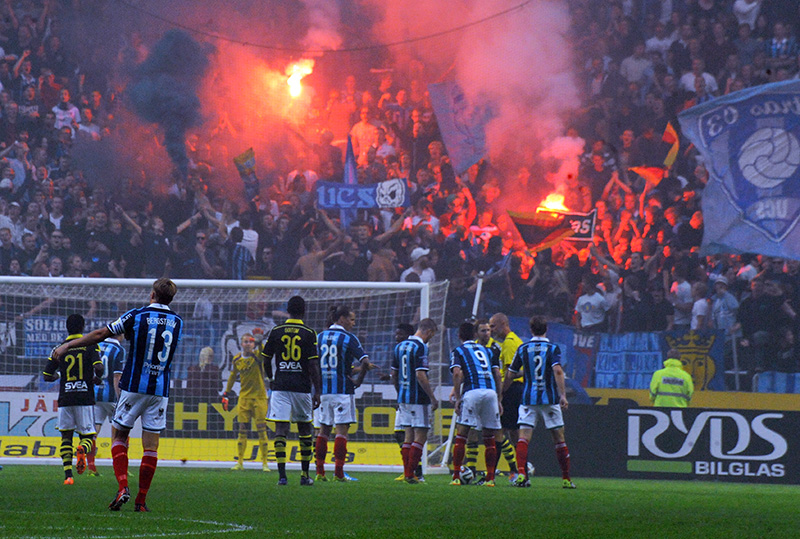
Un derby del 2014 tra AIK e Djurgården

AIK-Djurgården è il derby più classico di Stoccolma ed è conosciuto come il derby più feroce di Svezia e della Scandinavia. I club sono storicamente i club più grandi e di maggior successo di Stoccolma, con l'AIK che ha vinto un totale di 12 campionati svedesi, così come il Djurgården. La rivalità esiste dal 1891, l'anno in cui entrambi i club sono stati fondati, separati da appena tre settimane. Per questo noto come Tvillingderbyt (Derby dei gemelli), le partite tra i due club sono talvolta elencate nella top ten europea dei derby più caldi.
L'AIK, che gioca a Solna, ha una forte concentrazione di tifosi nel nord-ovest di Stoccolma, all'incirca lungo la linea blu della metropolitana. Molti dei tifosi del Djurgården provengono invece dal ricco distretto di Östermalm, la parte orientale del centro cittadino, e da altre aree nel nord-est della città.
Questa rivalità è presente anche nell'hockey su ghiaccio, anche se le due società non sempre riescono a incrociarsi in Svenska hockeyligan. In generale, i tifosi di questi due club considerano l'altra squadra il loro più grande rivale.
- AIK-Hammarby

AIK e Hammarby sono probabilmente le due squadre di calcio con il maggior supporto in Svezia. Nel 2015, per esempio, due delle tre partite tra queste due squadre ebbero una presenza rispettivamente di 41 063 e 41 630 spettatori, che è più di qualsiasi altra partita disputata nei paesi nordici.
L'Hammarby ha come sua roccaforte l'isola di Södermalm, il distretto a sud del centro di Stoccolma dove è stato fondato il club, così come altri distretti situati nella zona meridionale della città. L'AIK ha una forte concentrazione di tifosi nel nord-ovest della città, all'incirca lungo la linea blu della metropolitana.
- Djurgården-Hammarby

Questo derby è considerato meno significativo della rivalità AIK-Djurgården ma ugualmente o forse anche più intenso del derby AIK-Hammarby. Questa rivalità calcistica ferocemente contesa affonda le sue origini nella seconda metà degli anni 1910, ma non raggiunse la rilevanza fino agli anni '50 e '60, quando l'Hammarby si affermò come una squadra di alto livello, pur vincendo (al 2021) solo uno scudetto in tutta la sua storia.
L'Hammarby ha come sua roccaforte l'isola di Södermalm, il distretto a sud del centro di Stoccolma dove è stato fondato il club, così come altri distretti situati nella zona meridionale della città. Molti dei tifosi del Djurgården provengono invece dal ricco distretto di Östermalm, la parte orientale del centro cittadino, e da altre aree nel nord-est della città.
L'ex campo di casa del Djurgården, lo Stadio Olimpico di Stoccolma, era adiacente al distretto di Östermalm, mentre l'Hammarby dal 1946 gioca prevalentemente nel distretto di Johanneshov, appena a sud di Södermalm. Nel 2013, entrambe le squadre si sono trasferite nella Tele2 Arena di nuova costruzione situata a Johanneshov, il che ha aumentato significativamente le tensioni tra i tifosi del Djurgården e dell'Hammarby.

### Göteborg
- IFK Göteborg-Örgryte IS

Storicamente è considerata la principale rivalità di Göteborg, essendo le due squadre più blasonate della città a livello di palmarès. Prima della fondazione dell'IFK Göteborg, il club dominante nell'area di Göteborg era l'Örgryte IS, allora considerato un club del ceto medio e negli anni successivi un club dell'alta società. L'IFK divenne invece popolare tra la classe operaia, creando una feroce rivalità basata sia sull'orgoglio locale che sulla classe sociale. All'inizio del XX secolo, i tifosi in genere si comportavano da gentiluomini, applaudendo e sostenendo sia la propria squadra che gli avversari. Tuttavia, questo si rivelò un compito difficile per i sostenitori delle squadre di Göteborg. Il patriottismo locale e le differenze di classe portarono a volte a risse ed invasioni di campo, facendo sì che la stampa svedese vedesse all'epoca i tifosi dell'IFK e dell'Örgryte come la feccia del calcio svedese. I derby tra le due squadre hanno attirato alcune delle più alte presenze del calcio svedese. La partita attirò 52.194 spettatori nel 1959, un record di tutti i tempi nell'Allsvenskan. La rivalità è diminuita negli ultimi anni a causa del declino dell'Örgryte IS, il quale ultimamente oscilla spesso tra seconda e terza serie nazionale.
- IFK Göteborg-GAIS

IFK Göteborg e GAIS sono i due club più tifati in città, con rispettivamente il 50% e il 12% della città che li supportano. I tifosi di entrambi i club sono storicamente della classe operaia. La più grande partecipazione al Göteborgsklassikern (Classico di Göteborg) è di 50.690 spettatori, accorsi allo stadio Ullevi il 20 maggio 1976.
- GAIS-Örgryte IS

Le partite tra il secondo club più popolare (il GAIS, sostenuto dal 12%) e il terzo più popolare (l'Örgryte IS, sostenuto dall'11%) di Göteborg non suscitano lo stesso tipo di emozione degli altri derby della città. Anche se c'è un po' di malumore tra i club a causa del fatto che il GAIS è tradizionalmente visto come un club della classe operaia e l'Örgryte è visto come un club dell'alta società. Negli ultimi anni, tuttavia, le due squadre si ritrovano spesso opposte nel campionato di Superettan, pertanto i derby tra queste due squadre sono frequenti (a differenza dei derby con l'IFK Göteborg che invece milita in Allsvenskan).
- BK Häcken

Essendo il club più piccolo dell'area di Göteborg e situato sull'isola di Hisingen, la rivalità con i club più grandi di Göteborg non è particolarmente forte, ma è aumentata grazie al fatto che il BK Häcken si è affermato come club di primo livello. 
I gialloneri infatti vinsero l'Allsvenskan 2022. 

### Malmö
- IFK Malmö-Malmö FF

Rivalità significativa all'inizio del XX secolo, dagli anni '60 in poi i club si sono incontrati ufficialmente solo in una partita di coppa.
Il Malmö FF nel frattempo si è imposto come una delle squadre più titolate di Svezia, mentre l'IFK Malmö è impiegato nelle serie minori.

### Södertälje
- Assyriska FF-Syrianska FC

Con sede nella città industriale di Södertälje, 35 chilometri a sud-ovest di Stoccolma, entrambi i club condividono la Södertälje Fotbollsarena. Sono due dei club fondati da immigrati di maggior successo e popolari in Svezia, tanto da aver raggiunto entrambe la Allsvenskan nel corso della loro storia (l'Assyriska nel 2005, il Syrianska tra il 2011 e il 2013). L'Assyriska è stato fondato nel 1971 ed è espressione del popolo assiro, mentre il Syrianska è stato fondato nel 1977 da rifugiati appartenenti al popolo arameo siriaco.

### Norrköping
- IFK Norrköping-IK Sleipner

All'inizio del XX secolo lo Sleipner era considerato il club della classe operaia della città di Norrköping, e le squadre si batterono nell'Allsvenskan fino agli anni '40, dopodiché, lo Sleipner retrocedette nelle serie minori nelle quali tuttora gioca.

### Halmstad
- Halmstads BK-IS Halmia

Un derby giocato nella città di Halmstad, con entrambe le squadre che condividono il principale stadio locale Örjans Vall. La maggior parte delle partite è stata giocata nei campionati appena sotto l'Allsvenskan. L'Halmia fu la squadra dominante fino agli anni '30, quando le squadre diventarono più competitive. L'ultimo derby competitivo, ad oggi, è stato giocato nel 1979, anno in cui l'Halmia retrocedette. I derby che si sono giocati da allora sono stati principalmente incontri amichevoli o relativi a competizioni giovanili locali.

## Derby regionali

### Contea di Scania
- Helsingborgs IF-Malmö FF

Conosciuto come Skånederbyt. È una rivalità significativa tra le due squadre di maggior successo della parte meridionale del paese e della contea di Scania, l'Helsingborgs IF ed il Malmö FF.
- Helsingborgs IF-Landskrona BoIS

Conosciuto come Nordvästra Skånederbyt. È una partita tra club della parte nord-occidentale della contea di Scania, l'Helsingborgs IF ed il Landskrona BoIS.
- Malmö FF-Trelleborgs FF

Conosciuto come Sydvästra Skånederbyt. Una rivalità minore basata esclusivamente sulla geografia tra due club della parte sud-occidentale della Scania, il Malmö FF ed il Trelleborgs FF.

### Contea di Västra Götaland
- IF Elfsborg vs IFK Göteborg

La sfida tra IF Elfsborg e IFK Göteborg è conosciuta come Västderby (derby occidentale) o come "El Västico". L'Elfsborg è situato a Borås, 65 chilometri ad est di Göteborg.

### Provincia di Halland
- Halmstad BK vs Falkenbergs FF vs Varbergs BoIS

I derby dell'Halland consistono principalmente in incontri tra le squadre locali di rango più alto: Halmstads BK, Falkenbergs FF e Varbergs BoIS.
La più grande rivalità nella provincia è tra Falkenberg e Halmstad. Questi sono i due club con il maggior numero di tifosi della provincia. L'incontro tra le due città costiere è talvolta chiamato scherzosamente "El Custico", un gioco di parole su kust (la parola svedese per "costa") e "clásico".
Anche le partite tra Varberg e Falkenberg attirano un pubblico relativamente maggiore rispetto ad altre partite.
Halmstad-Varberg è una rivalità minore, dovuta al fatto che sia Halmstad che Varberg considerano Falkenberg tra i loro più grandi rivali. Falkenberg si trova a una distanza approssimativamente uguale tra Halmstad e Varberg.
Storicamente, il già citato "derby di Halmstad" tra Halmstads BK e IS Halmia è stato feroce, ma ha poca importanza dal momento che l'Halmia gioca oggi nei campionati minori.

### Provincia di Småland
- Kalmar FF-Östers IF

I due club più seguiti della storica provincia dello Småland combattono nello Smålandsderbyt. L'Östers IF di Växjö ha quattro titoli in Allsvenskan ed il Kalmar FF ne ha uno.

### Norrland
- GIF Sundsvall-Östersunds FK

Queste due squadre sono le uniche due squadre del Norrland nel primo livello e hanno sede in due landskap (province storiche) vicine, il Medelpad e lo Jämtland, i cui abitanti hanno anche una rivalità al di fuori dello sport. C'è una distanza di 190 chilometri tra le due città che hanno all'incirca le stesse dimensioni. L'Östersund ha debuttato nel campionato di Allsvenskan nel 2016, categoria nella quale il GIF Sundsvall ha spesso militato anche nei decenni precedenti. 
- GIF Sundsvall-Umeå FC

La partita tra GIF Sundsvall e Umeå FC era stata spesso vista come il derby più prestigioso del Norrland, la parte settentrionale della Svezia, anche se la distanza tra le città è di 264 km. Il Sundsvall ha anche un derby minore contro il Gefle IF nel Norrland. L'hockey su ghiaccio riceve più attenzione del calcio nel Norrland e i suoi derby sono considerati più prestigiosi.

### Contea di Örebro
- Örebro SK-Degerfors IF

Il derby tra Örebro SK e Degerfors IF è noto come länsderby (derby di contea). Anche se storicamente il Degerfors appartiene alla provincia di Värmland e l'Örebro SK alla provincia di Närke, la rivalità è relativamente feroce.

### Östergötland
- IFK Norrköping-Åtvidabergs FF

IFK Norrköping-Åtvidabergs FF è noto come Östgötaderbyt. È l'appuntamento tra i due club di maggior successo della storica provincia di Östergötland. La partita guadagna anche prestigio dalla vicinanza di Åtvidaberg a Linköping, la città più grande della provincia, che a sua volta ha una rivalità con Norrköping, la seconda città più grande della provincia.

## Rivalità sportive
- IFK Göteborg-Malmö FF

Giocata tra le due squadre di maggior successo in Svezia. La rivalità è stata più significativa negli anni '80, quando entrambi i club dominavano il calcio svedese, ma è tuttora sentita.
- AIK-IFK Göteborg

La più grande rivalità tra un club con sede a Stoccolma e un club con sede a Göteborg. Si può dire che sia una rivalità calcistica e una rivalità interurbana tra le squadre di maggior successo rispettivamente di Stoccolma e di Göteborg. Le due più grandi città della nazione condividono una grande rivalità interurbana. Gli incontri tra i diversi club delle due città sono visti come importanti, ma questo scontro è l'unico che può essere visto come pieno di rivalità.
- Hammarby-Malmö FF

Qualsiasi club di Stoccolma non viene visto bene a Malmö. Una rivalità più alta tra Hammarby e Malmö FF iniziò nel 2019 quando Zlatan Ibrahimović acquistò azioni dell'Hammarby. Dopo questo fatto, la sua statua nella sua città natale, Malmö, è stata vandalizzata ed il giocatore accusato di essere un traditore.

### Fonti citate
- (SV) Åke Josephson e Ingemar Jönsson (a cura di), IFK Göteborg 1904–2004: en hundraårig blåvit historia genom elva epoker, Göteborg, IFK Göteborg, 2004, ISBN 91-631-4659-2.